# Aziz Akhannouch
Aziz Akhannouch (tachelhit: Ɛaziz Axnnuc, tifinagh: ⵄⴰⵣⵉⵣ ⴰⵅⵏⵏⵓⵛ, arabisk: عزيز أخنوش, født 1961) er en marokkansk politiker, forretningsmand og milliardær der har været Marokkos premierminister siden 2021. Han er administrerende direktør for Akwa Group og var landbrugsminister fra 2007 til 2021.

## Tidligt liv og uddannelse
Akhannouch blev født i 1961 i Tafraout. Hans mor og søster var overlevende fra Agadir-jordskælvet et år tidligere, som dræbte 10 af hans familiemedlemmer. I 1986 tog Akhannouch eksamen i ledelse fra Université de Sherbrooke i Canada.

## Forretningsmand
Han er administrerende direktør for Akwa Group, et marokkansk konglomerat, der særligt er aktivt inden for olie- og gassektoren. Forbes anslog hans formue til 1,4 milliarder dollar i november 2013. Akhannouch arvede Akwa fra sin far. I 2020 var Akhannouch placeret som nummer 12 på Forbes' årlige liste over Afrikas rigeste personer med en anslået formue på 2 milliarder dollars.

## Politik
Fra 2003 til 2007 var Akhannouch formand for regionrådet i Souss-Massa-Drâa. Han var medlem af partiet Rassemblement National des Indépendants (RNI) indtil 2. januar 2012. Den 23. august 2013 blev han midlertidigt udpeget af kong Mohammed 6. til finansminister, efter at ministre fra Istiqlal trak sig ud af Benkiranes regering. Han beholdt posten indtil 9. oktober 2013. Den 29. oktober 2016 sluttede Akhannouch sig igen til RNI efter at være blevet valgt til partiets formand. Han overtog posten fra Salaheddine Mezouar som var fratrådt.
I marts 2020 donerede Akhannouch via sit firma Afriquia, et datterselskab af Akwa-gruppen, cirka en milliard dirham (103,5 millioner dollar) til Coronavirus Pandemic Management Fund, der blev grundlagt af kong Mohammed 6. Ved parlamentsvalget i 2021 blev hans parti størst med 102 mandater ud af 395 mandater i parlamentet. Den 10. september 2021 blev han udnævnt til premierminister af kong Mohammed 6., efter Saadeddine Othmani, og fik til opgave af kongen at danne en ny regering. Han annoncerede dannelsen af en regering sammen med partierne PAM og Istiqla 22. september 2021.
Den 7. oktober 2021 tiltrådte Akhannouch som ny premierminister.

## Personlige liv
Akhannouch er gift med Salwa Idrissi, en forretningskvinde, der ejer et firma, der har interesserer i indkøbscentre og ejer de marokkanske franchiser for mærker som Gap og Zara.

## Eksterne links
- Biografi på landbrugsministeriets officielle websted Arkiveret 16. april 2021 hos  Wayback Machine
- Officielt websted for det marokkanske landbrugsministerium Arkiveret 11. september 2021 hos  Wayback Machine